# Metztitlán
Metztitlán est le chef-lieu de la municipalité de Metztitlán dans l'état d'Hidalgo au Mexique.